# Guadalupe (Mexiko-Stadt)

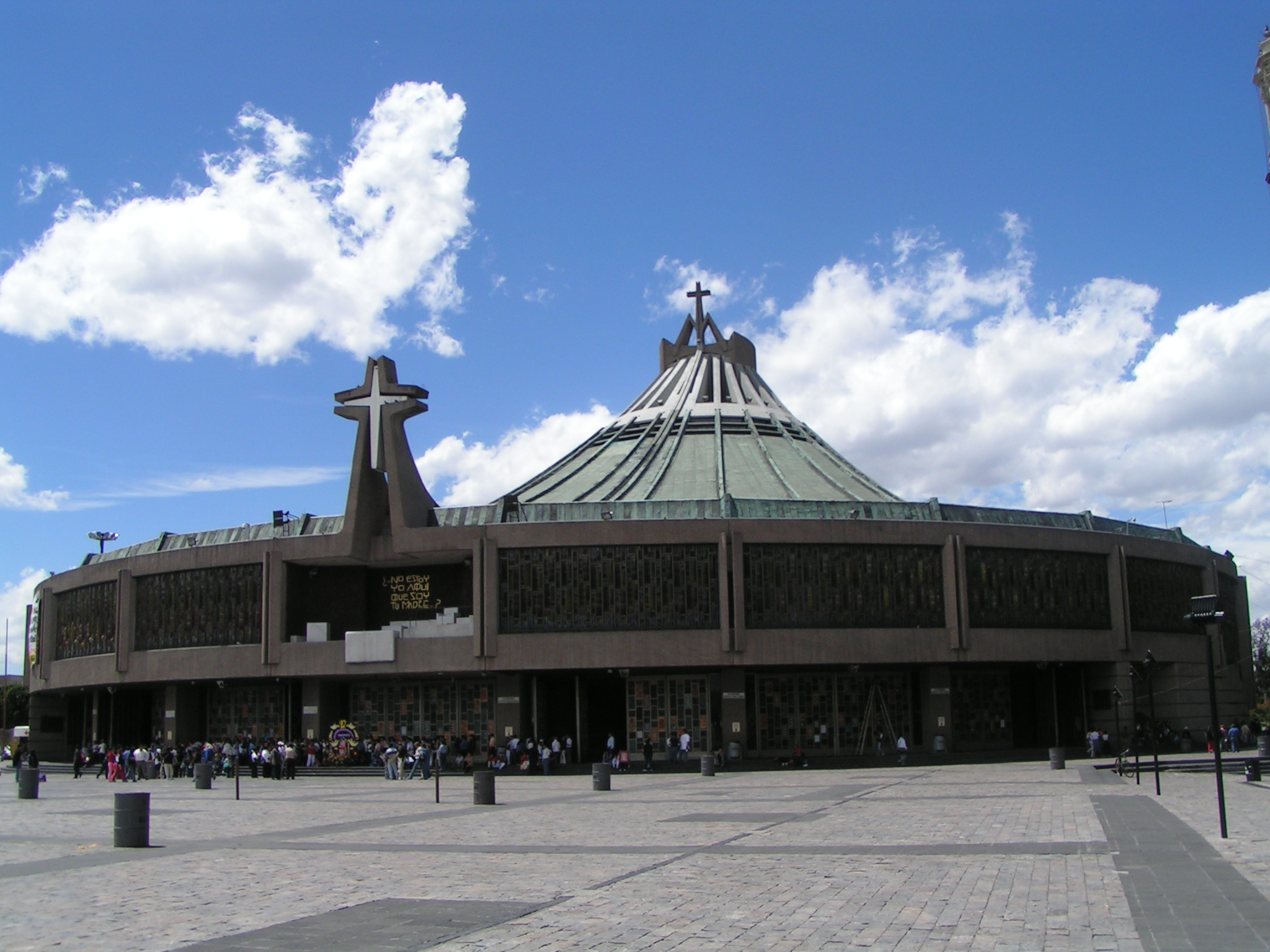
Basilika der Jungfrau von Guadalupe.

Villa de Guadalupe ist ein nördliches Stadtviertel von Mexiko-Stadt auf dem Berg Tepeyac. Er beheimatet die mit jährlich ca. 20 Millionen Pilgern derzeit größte Wallfahrt der Welt. 1848 wurde hier mit dem Vertrag von Guadalupe Hidalgo der Mexikanisch-Amerikanische Krieg beendet.

## Wallfahrtsort

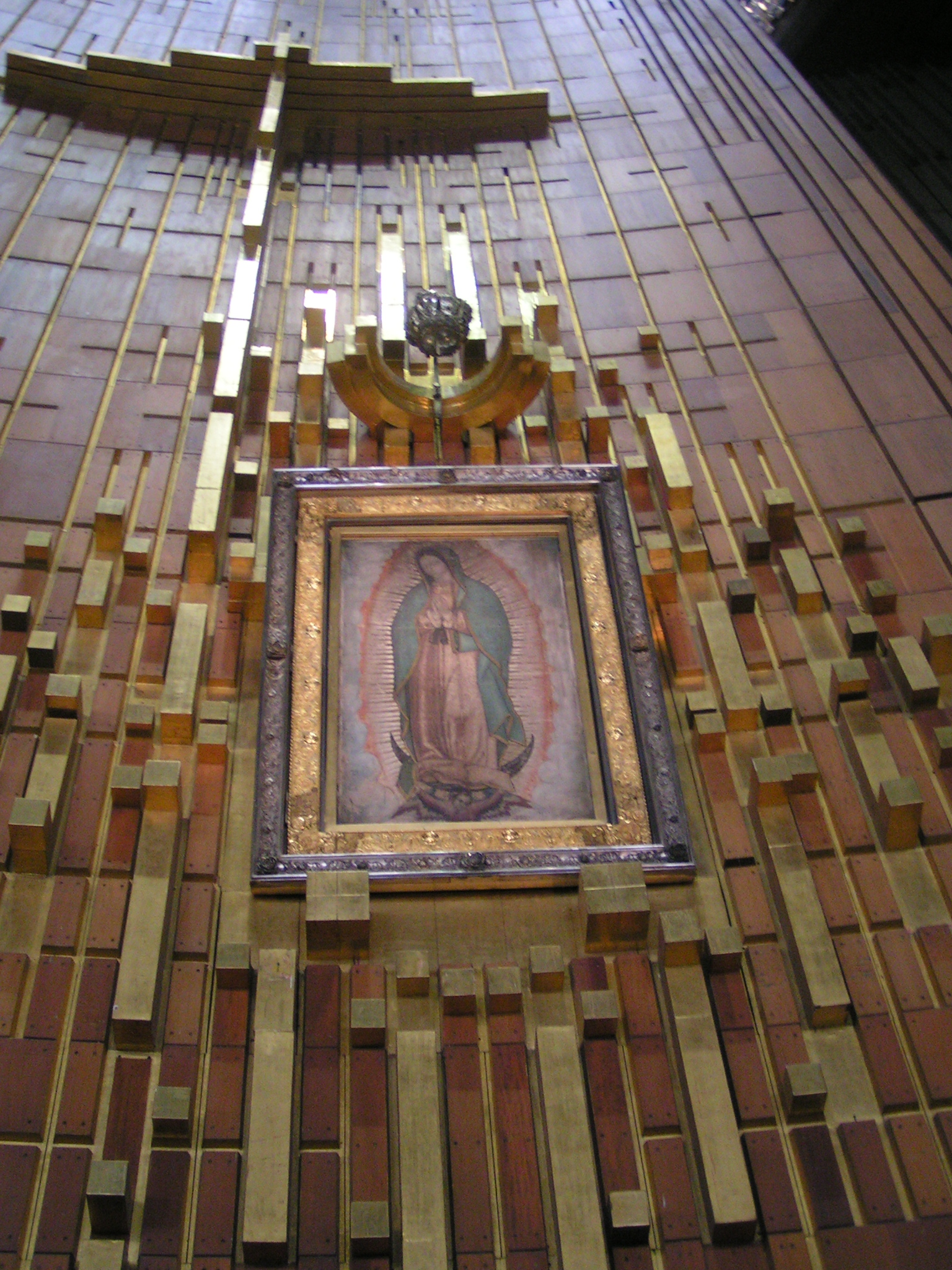
Unsere Liebe Frau von Guadalupe

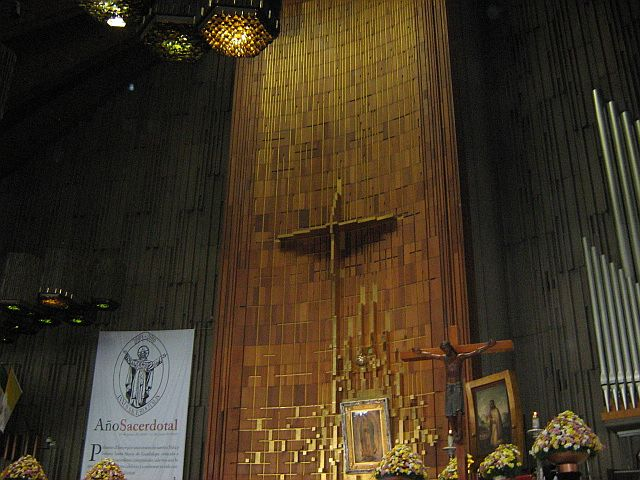
In der neuen Basilika

In Villa de Guadalupe befindet sich die Basilika der Jungfrau von Guadalupe. Sie ist das wichtigste Heiligtum Mexikos und eines der bedeutendsten Marienheiligtümer der Welt. Ausgangspunkt der Wallfahrt ist die Marienerscheinung des hl. Juan Diego auf dem Berg Tepeyac  am 9. Dezember 1531. Als Juan Diego daraufhin beim Bischof war, entstand auf seinem Mantel auf unerklärliche Weise ein Bild Mariens, der Mutter Gottes. 
An der Stelle der Erscheinung wurde eine Kirche errichtet. Da der Untergrund absank, musste die Basilika für Besucher und Pilger gesperrt werden. Die neue Basilika Unserer Lieben Frau von Guadalupe, entworfen von dem mexikanischen Architekten Pedro Ramírez Vázquez, welche 1974 geweiht und 1975 eröffnet wurde, ist von ihrer Größe und ihrer offenen Architektur sehr beeindruckend. Sie hat 10.000 Sitzplätze, kann insgesamt bis zu 40.000 Besuchern Platz bieten und ist somit eine der größten Kirchen weltweit. Die Reliquie des Mantels mit dem Gnadenbild Unserer Lieben Frau von Guadalupe befindet sich in der Basilika. Papst Paul VI. erhob die Kirche 1976 wegen ihrer Bedeutung als Wallfahrtskirche in den Rang einer Basilica minor.

## Patronate Unserer Lieben Frau von Guadalupe
Unsere Liebe Frau von Guadalupe ist die Patronin Lateinamerikas, insbesondere Mexikos. Benedikt XIV. erklärte 1754 mit dem Breve Non est quidem Unsere Liebe Frau von Guadalupe zur Patronin von Mexiko und zeichnete das Fest am 12. Dezember durch ein eigenes Messformular und Offizium aus. Leo XIII. dehnte die Feier des Festes auf alle lateinamerikanischen Länder aus. In seinem Auftrag krönte der Erzbischof von Mexiko, Alarcón y Sanchez de la Barquera, das Gnadenbild am 12. Oktober 1895. Darüber hinaus gilt Unsere Liebe Frau von Guadalupe als Schutzpatronin der Ungeborenen.